# Elan (przedsiębiorstwo)
Elan – słoweńskie przedsiębiorstwo z siedzibą w miejscowości Begunje na Gorenjskem, produkujące sprzęt narciarski, snowboardowy oraz morskie jachty żaglowe, założone 24 września 1945 przez Rudiego Finžgara. W Polsce Elan w dużej mierze kojarzony jest z dyscyplinami narciarskimi, a zwłaszcza z sukcesami Adama Małysza, który w latach 1998–2004 skakał na nartach tej firmy. Jachty produkowane przez Elan są bardzo popularne i cenione wśród żeglarzy żeglujących po Adriatyku. Poza sprzętem sportowym, przedsiębiorstwo zajmuje się również produkcją turbin wiatrowych.
W kwietniu 2016 r. przedstawiciele Elana ogłosili, że spółka zaprzestaje produkcji nart do skoków narciarskich.
W dniu 26.03.2025 firma ogłosiła chwilowe wstrzymanie produkcji jachtów w celu przeprowadzenia strategicznej restrukturyzacji. 
Jak podano w oficjalnym oświadczeniu, restrukturyzacja ma objąć zarówno produkty, jak i technologię. Na jesień 2025 firma zapowiedziała zaprezentowanie na targach żeglarskich całkiem nowej rodziny jachtów żaglowych